# Velichko Cholakov
Velichko Cholakov –en búlgaro, Величко Чолаков– (Smolian, 12 de enero de 1982–ibídem, 20 de agosto de 2017) fue un deportista búlgaro que compitió en halterofilia.
Participó en los Juegos Olímpicos de Atenas 2004, obteniendo una medalla de bronce en la categoría de +105 kg. Ganó una medalla de plata en el Campeonato Mundial de Halterofilia de 2003 y dos medallas en el Campeonato Europeo de Halterofilia, oro en 2004 y plata en 2006.
En junio de 2008 dio positivo por metandienona (un esteroide anabólico) junto con otros diez halterófilos búlgaros, y fue suspendido por cuatro años.

## Palmarés internacional
| Juegos Olímpicos   | Juegos Olímpicos       | Juegos Olímpicos  | Juegos Olímpicos |
| Año                | Lugar                  | Medalla           | Categoría        |
| ------------------ | ---------------------- | ----------------- | ---------------- |
| 2004               | Atenas (Grecia)        | Medalla de bronce | +105 kg          |
| Campeonato Mundial |                        |                   |                  |
| Año                | Lugar                  | Medalla           | Categoría        |
| 2003               | Vancouver (Canadá)     | Medalla de plata  | +105 kg          |
| Campeonato Europeo |                        |                   |                  |
| Año                | Lugar                  | Medalla           | Categoría        |
| 2004               | Kiev (Ucrania)         | Medalla de oro    | +105 kg          |
| 2006               | Władysławowo (Polonia) | Medalla de plata  | +105 kg          |